# دييغو لوبيز (لاعب كرة قدم باراغواياني)
دييغو لوبيز (بالإسبانية: Diego López)‏ هو لاعب كرة قدم باراغواياني، ولد في 11 مايو 1995 في باراغواي. لعب مع أوليمبيا أسونسيون.

## وصلات خارجية
- دييغو لوبيز على موقع قاعدة بيانات كرة القدم.إي يو (الإنجليزية)
- دييغو لوبيز على موقع Soccerway.com (الإنجليزية)